# Europas Sportler des Jahres (PAP)
Europas Sportler des Jahres (polnisch Najlepszy sportowiec Europy) ist eine Umfrage, die seit 1958 jährlich von der staatlichen polnischen Presseagentur Polska Agencja Prasowa (PAP) durchgeführt wird. Ermittelt wird Europas bester Sportler des abgelaufenen Kalenderjahres, wobei Männer und Frauen gegeneinander antreten. Als Juroren fungieren die Journalisten von europäischen Presseagenturen. Das Ergebnis wird in der Regel Ende Dezember bekanntgegeben.

## Preisträger

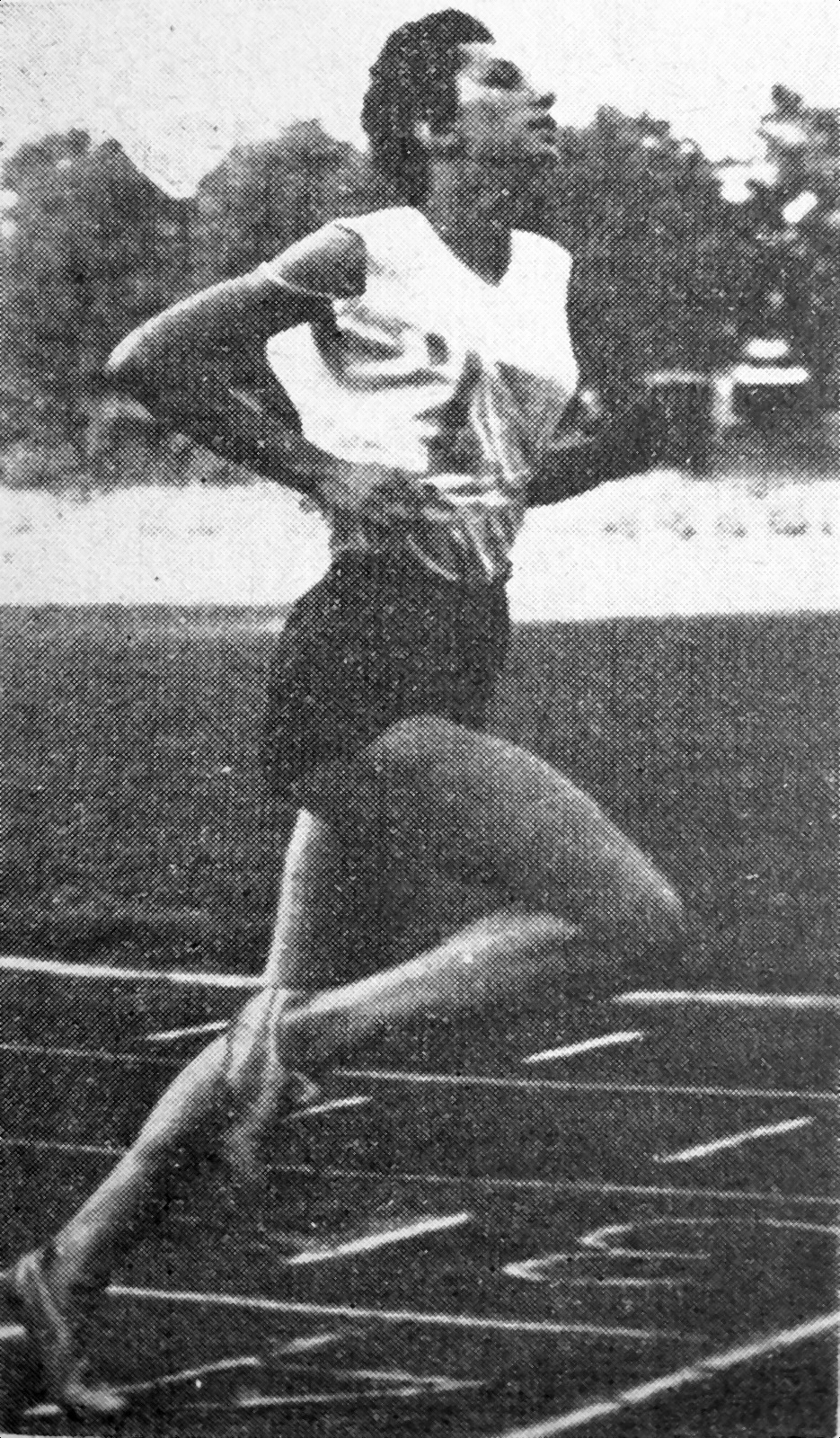
Die polnische Leichtathletin Irena Szewińska (Geburtsname Kirszenstein), Europas Sportlerin des Jahres 1966 und 1974

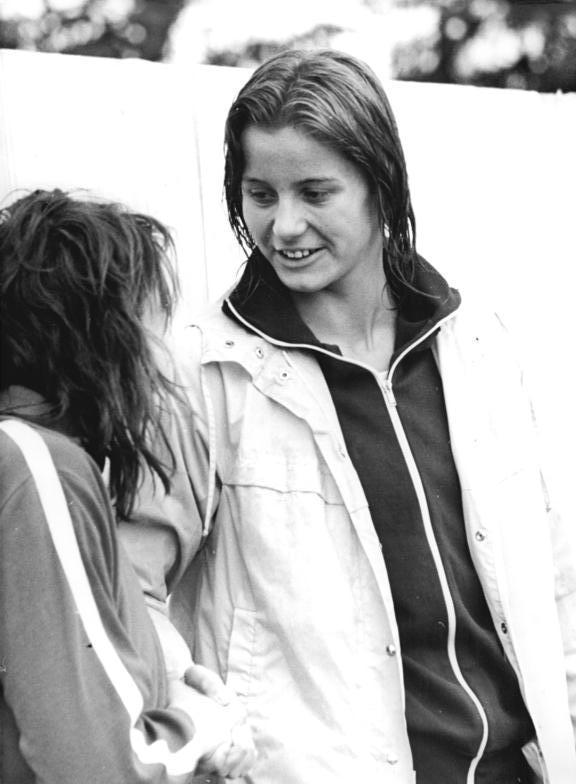
1973 erste Siegerin aus dem deutschsprachigen Raum: die DDR-Schwimmerin Kornelia Ender

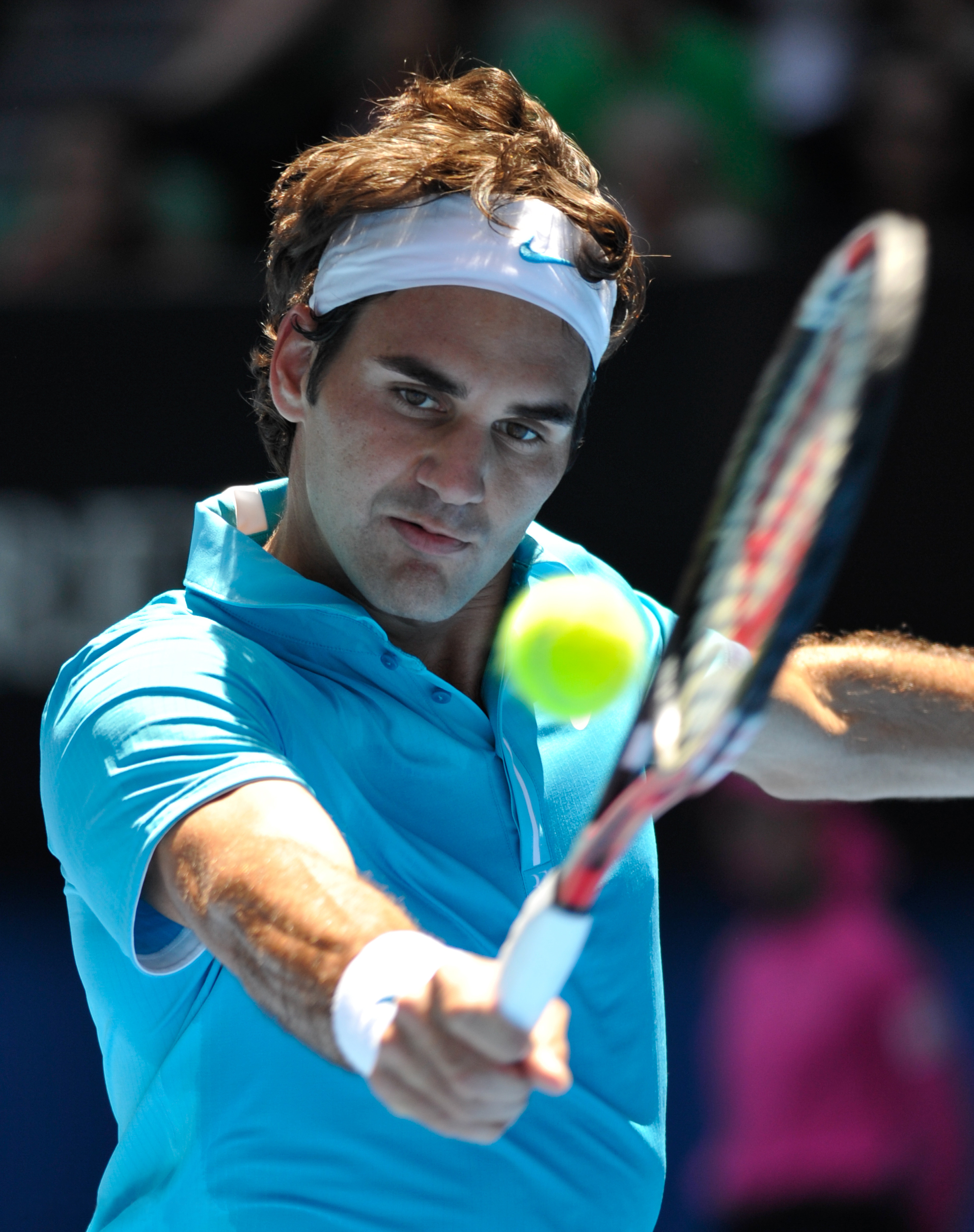
Roger Federer (2009)

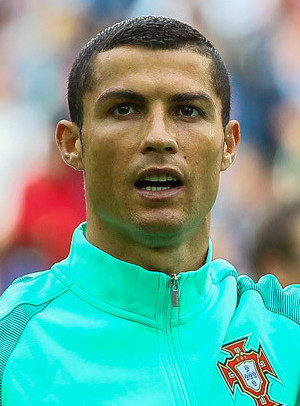
Preisträger 2016 und 2017: Cristiano Ronaldo

Am häufigsten ausgezeichnet wurden die Tennisspieler Roger Federer aus der Schweiz und Novak Đoković aus Serbien, die es auf jeweils fünf Siege bringen. Erfolgreichste Nation mit 13 Siegen ist Deutschland (inkl. Siege von DDR-Athletinnen), gefolgt von Russland beziehungsweise der ehemaligen Sowjetunion (11 Siege) und dem Vereinigten Königreich (8). Am häufigsten vertretene Sportart unter den Gewinnern ist die Leichtathletik (24 Siege), gefolgt vom Tennissport (17) und der Formel 1 (9).
In 17 von 64 Fällen wurden Frauen zu Europas Sportlern des Jahres gekürt (miteingerechnet der ex-aequo-Sieg der russischen Stabhochspringerin Jelena Issinbajewa im Jahr 2005). Viermal waren Wintersportler siegreich.
Bei der 59. Wahl Ende Dezember 2016 beteiligte sich neben der PAP die Rekordanzahl von 26 weiteren europäischen Nachrichtenagenturen, darunter die Agence France-Presse (AFP), die Austria Presse Agentur (APA), die Deutsche Presse-Agentur (dpa) und der Sport-Informations-Dienst (SID), die Schweizerische Depeschenagentur (SDA), die spanische EFE und die russische TASS. Jede der Agenturen legte vorab ihre eigene Top-Ten-Liste fest. Insgesamt wurden 70 Athleten aus 30 Ländern (44 Männer und 26 Frauen) aus 34 Disziplinen vorgeschlagen.
Am häufigsten vertretene Nation war Deutschland mit neun Sportlern. Mit 204 Punkten setzte sich der portugiesische Fußballspieler Cristiano Ronaldo durch, gefolgt vom britischen Tennisspieler Andy Murray (180 Punkte) und der ungarischen Schwimmerin Katinka Hosszú (136). Damit holte sich erstmals ein Fußballspieler diese Auszeichnung.
| Jahr | Preisträger/-in        | Sportart       |
| ---- | ---------------------- | -------------- |
| 1958 | Zdzisław Krzyszkowiak  | Leichtathletik |
| 1959 | Wassili Kusnezow       | Leichtathletik |
| 1960 | Juri Wlassow           | Gewichtheben   |
| 1961 | Waleri Brumel          | Leichtathletik |
| 1962 | Waleri Brumel (2)      | Leichtathletik |
| 1963 | Waleri Brumel (3)      | Leichtathletik |
| 1964 | Lidija Skoblikowa      | Eisschnelllauf |
| 1965 | Michel Jazy            | Leichtathletik |
| 1966 | Irena Kirszenstein     | Leichtathletik |
| 1967 | Jean-Claude Killy      | Ski Alpin      |
| 1968 | Jean-Claude Killy (2)  | Ski Alpin      |
| 1969 | Eddy Merckx            | Radsport       |
| 1970 | Eddy Merckx (2)        | Radsport       |
| 1971 | Juha Väätäinen         | Leichtathletik |
| 1972 | Lasse Virén            | Leichtathletik |
| 1973 | Kornelia Ender         | Schwimmen      |
| 1974 | Irena Szewińska (2)    | Leichtathletik |
| 1975 | Kornelia Ender (2)     | Schwimmen      |
| 1976 | Nadia Comăneci         | Geräteturnen   |
| 1977 | Rosemarie Ackermann    | Leichtathletik |
| 1978 | Wladimir Jaschtschenko | Leichtathletik |
| 1979 | Sebastian Coe          | Leichtathletik |
| 1980 | Wladimir Salnikow      | Schwimmen      |
| 1981 | Sebastian Coe (2)      | Leichtathletik |
| 1982 | Daley Thompson         | Leichtathletik |
| 1983 | Jarmila Kratochvílová  | Leichtathletik |
| 1984 | Michael Groß           | Schwimmen      |
| 1985 | Serhij Bubka           | Leichtathletik |
| 1986 | Heike Drechsler        | Leichtathletik |
| 1987 | Stephen Roche          | Radsport       |
| 1988 | Steffi Graf            | Tennis         |
| 1989 | Steffi Graf (2)        | Tennis         |
| 1990 | Stefan Edberg          | Tennis         |
| 1991 | Katrin Krabbe          | Leichtathletik |
| 1992 | Nigel Mansell          | Formel 1       |
| 1993 | Linford Christie       | Leichtathletik |
| 1994 | Johann Olav Koss       | Eisschnelllauf |
| 1995 | Jonathan Edwards       | Leichtathletik |
| 1996 | Swetlana Masterkowa    | Leichtathletik |
| 1997 | Martina Hingis         | Tennis         |
| 1998 | Mika Häkkinen          | Formel 1       |
| 1999 | Gabriela Szabo         | Leichtathletik |
| 2000 | Inge de Bruijn         | Schwimmen      |
| 2001 | Michael Schumacher     | Formel 1       |
| 2002 | Michael Schumacher (2) | Formel 1       |
| 2003 | Michael Schumacher (3) | Formel 1       |
| 2004 | Roger Federer          | Tennis         |
| 2005 | Roger Federer (2)      | Tennis         |
| 2005 | Jelena Issinbajewa     | Leichtathletik |
| 2006 | Roger Federer (3)      | Tennis         |
| 2007 | Roger Federer (4)      | Tennis         |
| 2008 | Rafael Nadal           | Tennis         |
| 2009 | Roger Federer (5)      | Tennis         |
| 2010 | Rafael Nadal (2)       | Tennis         |
| 2011 | Novak Đoković          | Tennis         |
| 2012 | Sebastian Vettel       | Formel 1       |
| 2013 | Sebastian Vettel (2)   | Formel 1       |
| 2014 | Lewis Hamilton         | Formel 1       |
| 2015 | Novak Đoković (2)      | Tennis         |
| 2016 | Cristiano Ronaldo      | Fußball        |
| 2017 | Cristiano Ronaldo (2)  | Fußball        |
| 2018 | Novak Đoković (3)      | Tennis         |
| 2019 | Lewis Hamilton (2)     | Formel 1       |
| 2020 | Robert Lewandowski     | Fußball        |
| 2021 | Novak Đoković (4)      | Tennis         |
| 2022 | Iga Świątek            | Tennis         |
| 2023 | Novak Đoković (5)      | Tennis         |
| 2024 | Léon Marchand          | Schwimmen      |